# Ragnarok Battle Offline
Ragnarok Battle Offline (RBO) – gra typu bijatyka pod Microsoft Windows stworzoną przez French-Bread. Gra jest parodią gry MMORPG Ragnarok Online stworzonej przez koreańskiego producenta Gravity Corporation.
Wydana jako Ragnarok Battle, gra została wydana w takich krajach jak Indonezja, Tajwan, Tajlandia oraz w Korei, gdzie została wydana w specjalnej edycji z własnym dżojstikiem. Na Filipinach Level Up! Games wydało również anglojęzyczną wersję RBO. Jednakże jest to tylko pierwotna wersja RBO, która nie obejmuje rozszerzeń wprowadzonych przez French-Bread. Dostępny jest także nieoficjalny, stworzony przez fanów, anglojęzyczna łata przeznaczona do japońskiej wersji gry.
Mimo że RBO jest głównie grą z gatunku bijatyka, zawiera ona również trochę elementów RPG. Gracz tworzy postać wybierając spomiędzy sześciu podstawowych oraz jednej odblokowywalnej profesji, rozdaje punkty do statystyk, umiejętności i przechodzi do jednego z poziomów gry. W tej samej rozgrywce może uczestniczyć do 3 osób, używając klawiatury, dżojstiku oraz pada.
Do gry zostały wydane trzy dodatki, zwane „Extra Scenarios”.

## Klasy postaci
- Akolita – Akolici są postaciami wspomagającymi. Ich umiejętność leczenia oraz używania innych wspomagających umiejętności jest bardzo przydatna w drużynie. Ich umiejętność może przyspieszyć prędkość chodzenia i atakowania każdej postaci.
- Łucznik – Łucznicy jako głównej broni używają łuków i strzał, ale posiadają oni pewien limit maksymalnej liczby strzał, zależny od umiejętności tworzenia strzał. Same umiejętności nie zużywają strzał, ale SP (stamina points – punkty energii).
- Mag – Magowie do atakowania wrogów polegają na swoich atakach magicznych. Ich ataki fizyczne są słabe i powolne, ale ich magia jest wystarczająco silna aby to zrekompensować. Niektórymi zaklęciami bardzo trudno trafić wroga, za to są niedoścignione jeżeli chodzi o liczbę zadanych obrażeń na sekundę.
- Kupiec – Kupcy posiadają unikalne umiejętności; ich normalne zdolności pozwalają im obrabowywać potwory oraz wytwarzać pieniądze wykorzystując do tego celu wrogie ataki. Monety otrzymane w ten sposób mogą być wykorzystane do użycia innych umiejętności. Są dość powolni z dużą siłą ataku. Polegają oni głównie na swoich silnych atakach.
- Szermierz – Szermierze są wojownikami walczącymi w zwarciu oraz na średnie odległości. Nie są co prawda bardzo szybcy, ale są w stanie wykonywać całkiem szybkie ataki specjalne (combosy). Nie są one jednak tak szybkie jak ataki Złodzieja. Umiejętność „Magnum Break” jest najlepszym atakiem wręcz przeciwko potworom w całej grze.
- Złodziej – Złodzieje polegają na ich szybkości pozwalającej nie tylko szybko atakować, ale również unikać wrogich ataków. Ich ataki fizyczne nie są może tak silnie jak w przypadku innych klas, ale potrafią wykonywać bardzo szybkie ruchy specjalne (combosy), a także łączyć je w sekwencje. Ich umiejętności oraz ruchy specjalne skupiają się na nakładaniu negatywnych efektów na przeciwników i unikaniu ataków.
- Nowicjusz – Klasa Nowicjusza jest ukrytą klasą postaci, którą można otrzymać po przejściu gry wszystkimi pozostałymi profesjami. Jest to najwolniejsza i zarazem najbardziej podatna na ataki profesja. Po osiągnięciu pewnego poziomu statystyk, otrzymują potężne ataki, które przy użyciu zużywają nie tylko SP, ale również HP.

Każda profesja posiada swój męski i żeński odpowiednik, które posiadają odrobinę różne ataki. Męskie postacie są silniejsze i posiadają więcej HP, natomiast ich żeńskie odpowiedniki posiadają przeważnie więcej umiejętności wspomagających oraz mają więcej SP.